# Абрех

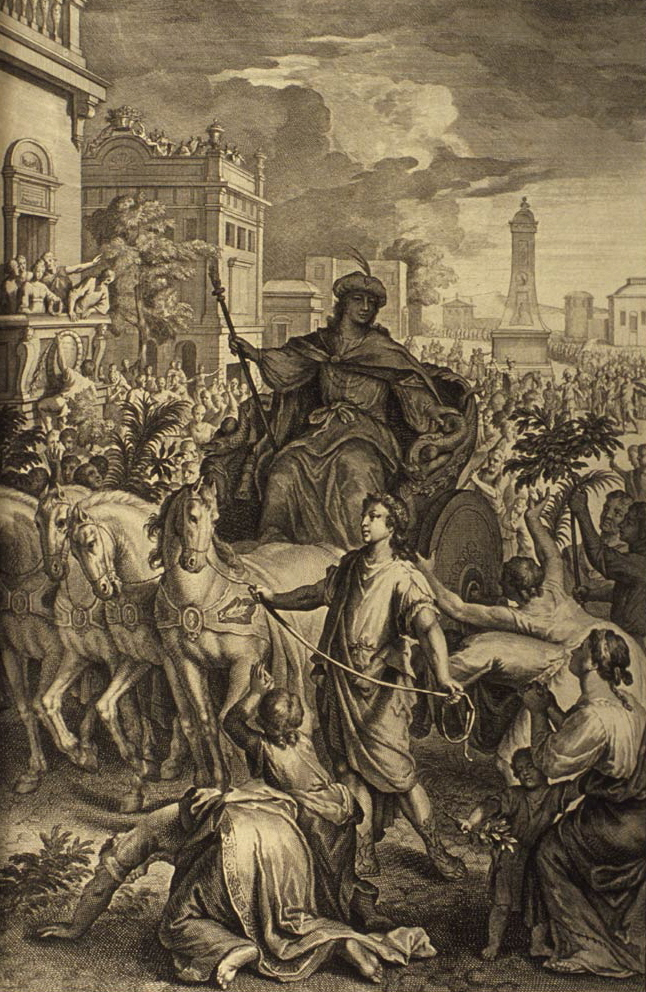
Иосиф, возимый по Египту; илл. из книги «Библейские персонажи» (1728) с рисунками Герарда Хута (1648—1733)

Абрех (Аврех; ивр. אברך‎; avrekh; Синодальный перевод — «преклоняйтесь!»; англ. Bow the knee; фр. À genoux !) — упоминаемое в Библии (Быт. 41:43) воззвание к народу, громогласное восклицание древнеегипетских глашатаев при приближении бывшего раба еврея Иосифа; выполнялось по повелению фараона, приказавшего провезти по городу Иосифа — в награду за разгаданный сон фараона и совет относительно грозивших голодных годов.

## Библейский эпизод
Юный Иосиф, проданный братьями за 20 сребреников в египетское рабство, попал в дом начальника телохранителей фараона — Потифара. Позднее Иосиф прославился отгадыванием снов. После того, как он объяснил фараону (царю династии гиксосов) два знаменательных сновидения о семи тучных и семи тощих коровах, о семи полных и семи тощих колосьях, фараон сделал его правителем всего Египта и дал ему имя: Цафнав-панеах (открывающий сокровенное). Фараон также выдал за него замуж Асенефу, дочь Илиопольского жреца, с которой у Иосифа было два сына — Манассия и Ефрем. На тот момент Иосифу было тридцать лет. Весьма замечательны подробности, сообщаемые о почестях, оказанных фараоном Иосифу: «И снял Фараон перстень свой с руки своей, говорит он, и надел его на руку Иосифу; одел его в виссонные одежды, возложил золотую цепь на шею ему: велел везти его на второй из своих колесниц, и провозглашать пред ним: преклоняйтесь! и поставил его над всею землею Египетскою» (Быт. 41:42—43).

## Трактование слова
Де Росси объяснял это слово как сокращение из коптского «anepea» — преклонить голову. Сидонский считал такое объяснение более других основательным.
По словам египтолога Шпигельберга, подтверждаемым Лепсиусом (Denkmäler, III, 92 и сл.), при таком возгласе герольдов население должно было «бросаться ниц и целовать землю».